# Codici postali della Spagna
I codici postali della Spagna furono introdotti il 1 luglio 1984, quando la Sociedad Estatal de Correos y Telégrafos introdusse lo smistamento automatico della posta. Sono costituiti da cinque cifre numeriche, dove le prime due cifre, da 01 a 52, corrispondono a una delle 50 province della Spagna o a una delle due città autonome.

## Prefissi a due cifre

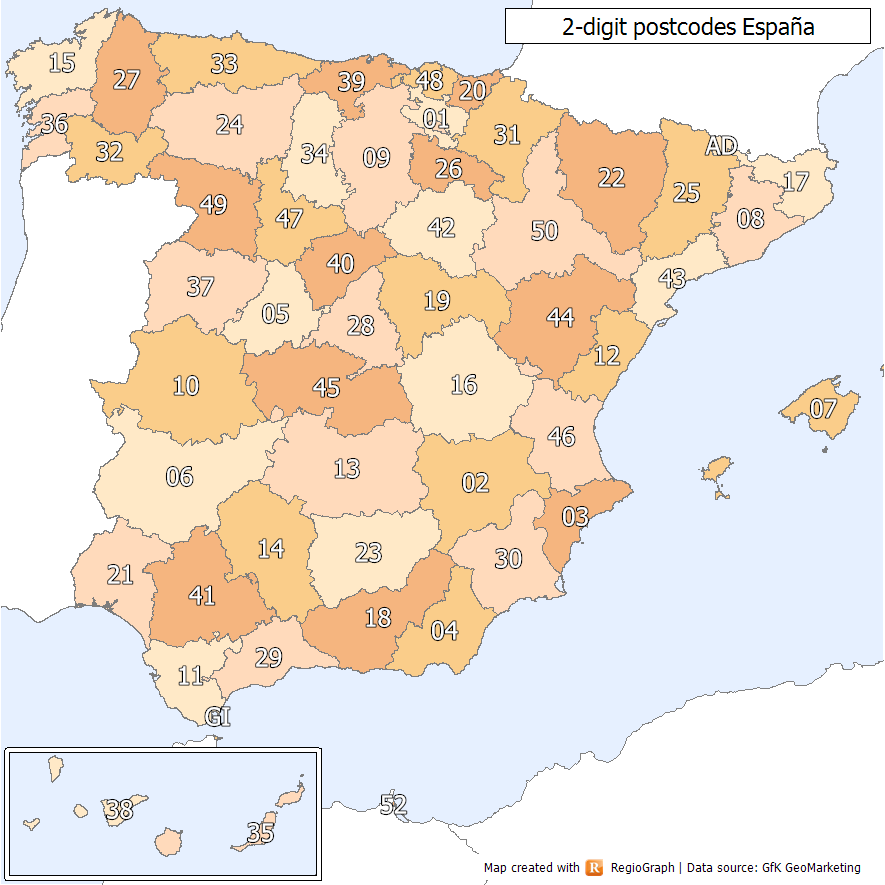
Mappa dei codici postali spagnoli (prime due cifre)

Le prime due cifre di un codice postale spagnolo identificano la provincia o città autonoma a cui appartiene. I numeri sono stati assegnati alle 50 province della Spagna ordinate alfabeticamente al momento dell'attuazione. Da allora i nomi ufficiali di alcune province sono cambiati, o adottando la versione linguistica regionale del nome (ad esempio dallo spagnolo Gipuzkoa al basco Gipuzkoa) o adottando il nome della comunità autonoma invece del capoluogo di provincia (ad esempio da Santander a Cantabria). In questi casi è stato mantenuto il codice originariamente assegnato, con conseguenti eccezioni all'ordine alfabetico. Inoltre, Ceuta e Melilla erano originariamente incluse rispettivamente nelle aree postali di Cadice e Málaga; nel 1995 furono loro assegnati codici propri e quindi finirono in fondo alla lista.
L'elenco seguente comprende tutti i 52 prefissi a due cifre assegnati alle 50 province e due città autonome. Tra parentesi sono riportati i nomi delle province utilizzati per l'ordinamento alfabetico al momento dell'implementazione, se diversi dal nome attualmente utilizzato.
- 01 Álava
- 02 Albacete
- 03 Alicante
- 04 Almería
- 05 Ávila
- 06 Badajoz
- 07 Isole Baleari (Baleares)
- 08 Barcellona (Barcelona)
- 09 Burgos
- 10 Cáceres
- 11 Cadice (Cádiz)
- 12 Castellón
- 13 Ciudad Real
- 14 Cordova (Córdoba)
- 15 A Coruña (Coruña, La)
- 16 Cuenca
- 17 Gerona
- 18 Granada
- 19 Guadalajara
- 20 Gipuzkoa (Gipuzkoa)
- 21 Huelva
- 22 Huesca
- 23 Jaén
- 24 León
- 25 Lleida (Lérida)
- 26 La Rioja (Logroño)
- 27 Lugo
- 28 Madrid
- 29 Málaga
- 30 Murcia
- 31 Navarra
- 32 Ourense (Orense)
- 33 Asturias (Oviedo)
- 34 Palencia
- 35 Las Palmas (Palmas, Las)
- 36 Pontevedra
- 37 Salamanca
- 38 Santa Cruz de Tenerife
- 39 Cantabria (Santander)
- 40 Segovia
- 41 Siviglia (Sevilla)
- 42 Soria
- 43 Tarragona
- 44 Teruel
- 45 Toledo
- 46 Valencia
- 47 Valladolid
- 48 Biscaglia (Vizcaya)
- 49 Zamora
- 50 Saragozza (Zaragoza)
- 51 Ceuta
- 52 Melilla

## Cifre seguenti
La terza cifra di un codice postale spagnolo viene utilizzata per identificare le principali città o itinerari di base. Uno zero indica un capoluogo di provincia, ad esempio San Sebastián, come capoluogo della provincia di Gipuzkoa, utilizza il codice postale 20 0 xx.
La quarta e la quinta cifra vengono utilizzate per identificare aree di consegna, itinerari o itinerari di collegamento rurale.
Alcuni codici sono riservati per usi speciali nel capoluogo di provincia:
- 070: uso ufficiale da parte di Correos
- 071: per rivolgersi agli enti statali della provincia interessata
- 080: Caselle postali e mailing list